# حکومت دینی در ایران
حکومت دینی، اصطلاحی که بیشتر پس از انقلاب ایران در ادبیات سیاسی فراگیر شد. و آن حکومتی است که احکام و معارف دینی بر آن احکام باشد یا رهبران مذهبی بر آن حاکم باشند یا حکومت افراد دیندار.

## دیدگاه جمهوری اسلامی ایران

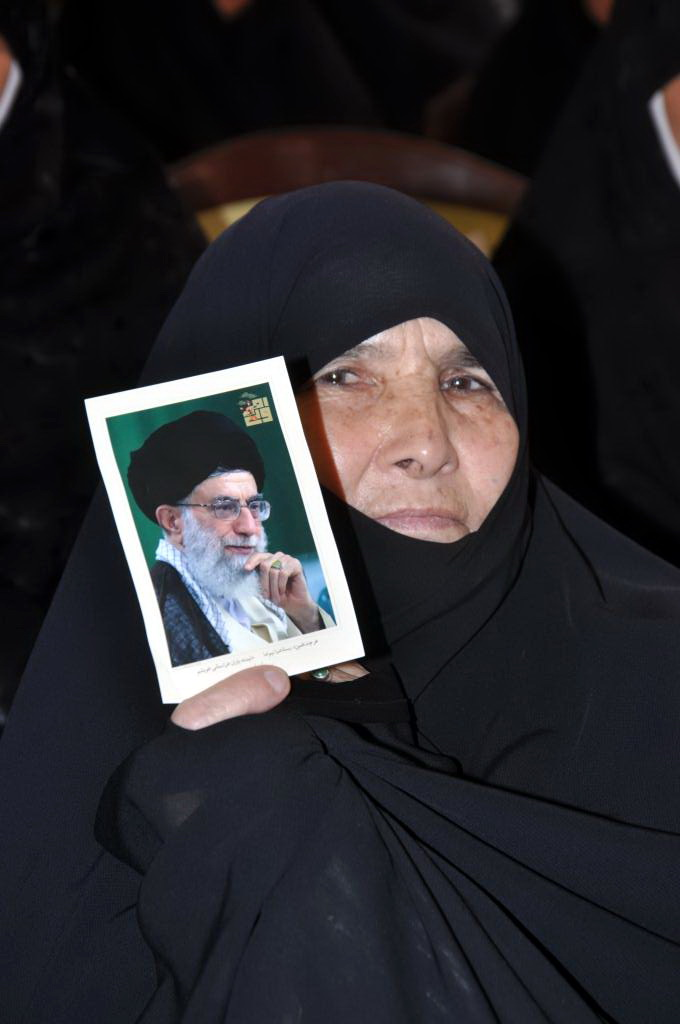
از زنان طرفدار سید علی خامنه‌ای

در دیدگاه‌های جمهوری اسلامی ایران حکومت دینی نه تنها در آن قوانین دینی اجرا می‌شود بلکه مجریان آن یا مستقیماً از طرف خدا منصوبند یا به اذن خاص یا عام معصوم منصوب شده‌اند.
در این دیدگاه
حکومت دینی شکلی از حکومت است که در آن همه امور سیاسی اجتماعی قضایی اقتصادی و … منشأ الهی پیدا می‌کند و طبق آزمون‌های دینی تعیین تکلیف در این امور به دین واگذار می‌شود.
در حکومت دینی جایی برای مردم سالاری به عنوان تعیین سرنوشت اساسی جامعه وجود ندارد. هر چند که مشارکت مردم و مشورت آن‌ها از اهمیت برخوردار است.
در حکومت دینی تعیین زمامدار و زمامداران و همه قوانین از طریق متن دین تعین می‌شود. امروزه طبق نظر اندیشمندان دینی دین اسلام بیشترین ظرفیت تحقق حکومت دینی را داراست از این رو حکومت دینی همواره بیشتر به معنی حکومت اسلامی می‌باشد.
مرتبه عملی و اجرایی حکومت دینی نسبی است یعنی همیشه امکان پیاده شدن کامل آن وجود ندارد و این نقص نه از حکومت دینی بلکه بخاطر شرایط نامناسب جامعه و عدم آمادگی کامل مردم می‌باشد.
نمونه بارز اجرای این شیوه حکومتی تا حد زیاد حکومت پیامبر اسلام و حکومت علی و حسن و حسین در صدر اسلام می‌باشد که به مفهوم واقعی حکومت دینی بسیار نزدیک بود و به اعتقاد شیعه نمونه بسیار اعلای آن در زمان ظهور مهدی موعود متحقق می‌شود هر چند که از جهات نظری اجرای صد در صد حکومت دینی از آرمانهاست ولی حکومت معصومین تا اندازه بسیار زیاد به حکومت دینی نزدیک است.
بنابراین حکومت دینی به شیوه مصلحتی اجرا می‌شود. نمونه مصلحتی حکومت دینی نظام سیاسی ایران در سه دهه گذشته‌است که به وسیله آیت‌الله خمینی شکل گرفت این نوع حکومت مرسوم به جمهوری اسلامی ظرفیت‌های ممکن حکومت دینی را به اجرا درآورد. و یکی از معیارهای حکومت دینی توجه به مصالح می‌باشد در این صورت حکومت دینی می‌تواند به وجود آید یا ابقا پیدا کند مصالح گاه مصالح اجتماعی است و گاه بخاطر تزجیح مهم و اهم است.
از طرفی اسلام ناب محمدی بمعنی اجرا واقعی اسلامی و پرهیز از مصالح تحمیلی است.